# Harvest Moon: Sun and Companions
Harvest Moon: Sunshine Island, conhecido em japonês como Bokujō Monogatari: Kira Kira Taiyō to Nakama Tachi (牧場物語 キラキラ太陽となかまたち, Bokujō Monogatari: Kira Kira Taiyō to Nakama Tachi), é um jogo para Nintendo DS lançado em 21 de fevereiro de 2008 no Japão. O jogo se assemelha a Harvest Moon: Island of Happiness, como as configurações de ilha Island of Happines é uma da múltiplas ilhas deste jogo.
O jogador pode escolher o personagem menino, Mark, ou menina, Chelsea.

## História
Os Harvest Spirites (lit. Espíritos da Colheita)  da Sunny Islandy (lit. Ilha Ensolarada) têm o poder de erguer o Suflower Archipelago (lit. Arquipélago do Girassol) para o céu. O jogo se passa nas muitas ilhas da região, cada ilha têm diferentes finalidades, como a ilha para cuidar dos animais selvagens, por exemplo.
Tem-se que proteger os habitantes das ilhas e prosperá-las.